# 太陽黨 (1996年)
太陽黨（日语：／ Taiyōtō ?），是1996年12月26日至1998年1月23日期間存在的日本政黨。簡稱是「太陽」。
1996年大選新進黨失敗之後，前內閣總理大臣羽田孜和新進黨黨首小澤一郎就新進黨的運營問題矛盾激化。羽田帶領包括自己在內的13名國會議員退出新進黨另組新黨。
但太陽黨的發展並不順利，1997年東京都議會議員選舉推薦的候選人全部落選。1998年1月8日，和舊民主黨、新黨友愛、國民之聲、五人黨、民主改革連合組成院內會派「民主友愛太陽國民連合」（民友連）；1月23日，太陽黨和國民之聲、五人黨組成新黨「民政黨」；4月27日，民政黨又和舊民主黨、新黨友愛、民主改革連合組成新民主黨。